# Aristobrium cyanipenne
Aristobrium cyanipenne là một loài bọ cánh cứng trong họ Cerambycidae.